# بازار ساوه
مجموعه تاریخی بازار ساوه مربوط به دوره صفوی است و در شهرستان ساوه قرار دارد. امتداد این بنا از شمال به خیابان امام خمینی و از جنوب در میدان انقلاب واقع شده است. این اثر در تاریخ ۱۵ آذر ۱۳۷۸ با شمارهٔ ثبت ۲۵۲۶ به‌عنوان یکی از آثار ملی ایران به ثبت رسیده است.